# Lukovo (Vrbovec)
Lukovo is een plaats in de gemeente Vrbovec in de Kroatische provincie Zagreb. De plaats telt 181 inwoners (2001).